# Parco nazionale di Abiata-Sciala
Il parco nazionale di Abiata-Sciala (o Abijata-Shala), che deve il nome ai due laghi che si trovano al suo interno, è un parco nazionale dell'Etiopia situato nella Rift Valley, la grande fossa tettonica che attraversa l'Africa orientale. Si trova circa 200 km a sud di Addis Abeba, nella regione di Oromia. È stato istituito nel 1963 e ricopre una superficie di 887 km², di cui 482 sono occupati da superfici d'acqua. Il motivo che spinse il governo etiope a proteggere questa zona fu la conservazione dell'ingente numero di uccelli acquatici che utilizzano i due laghi per trovare nutrimento e allevare i piccoli.

## Geografia
Il parco si trova ad un'altezza compresa tra circa 1540 e 2075 metri, altezza, quest'ultima, raggiunta dal monte Fike, la vetta più alta del parco, situata tra i due laghi. In estate le temperature raggiungono i 45 °C. Durante la stagione delle piogge, tra marzo e settembre, possono cadere fino a 500 mm di pioggia.

## Fauna
Nel parco vivono circa 30 specie di mammiferi, tra cui il kudù maggiore, la gazzella di Grant, il saltarupe e lo sciacallo dorato.
Nel parco nazionale sono state censite 299 specie di uccelli, quasi la metà di tutte quelle presenti nel paese, tra cui sei specie endemiche. Tra quelle maggiormente degne di nota ricordiamo il pellicano comune, il fenicottero rosa, l'aquila urlatrice e il falco pescatore. Tra i trampolieri ricordiamo, tra gli altri, il marabù, l'airone golia e l'airone cenerino, mentre i limicoli sono rappresentati dal combattente e da varie specie di corrieri e di piovanelli.